# Mohamed Gouaida
Mohamed Gouaida (Straatsburg, 15 maart 1993) is een Frans-Tunesisch voetballer die bij voorkeur als vleugelspeler speelt. Hij tekende in 2014 bij Hamburger SV. In 2015 maakte hij zijn debuut in het Tunesisch voetbalelftal.

## Clubcarrière
Gouaida werd geboren in Straatsburg en sloot zich aan in de jeugdopleiding van RC Strasbourg. In 2011 verhuisde hij naar SC Freiburg. Op 4 augustus 2012 debuteerde hij in het tweede elftal van Freiburg in de Regionalliga Südwest tegen SV Eintracht Trier 05. In 2014 trok de vleugelspeler naar Hamburger SV. Op 26 juli 2014 maakte hij zijn debuut in het tweede elftal van Hamburger SV in de Regionalliga Nord tegen Goslarer SC 08. Op 23 november 2014 maakte Gouaida zijn opwachting in de Bundesliga. Hij speelde negentig minuten mee in een gewonnen wedstrijd thuis tegen Werder Bremen.

## Interlandcarrière
Mohamed Gouaida maakte op 27 maart 2015 zijn debuut in het Tunesisch voetbalelftal, in een vriendschappelijke interland tegen Japan. Na 69 minuten speeltijd verving hij Anis Ben-Hatira. Gouaida verloor met Tunesië de wedstrijd met 2–0.